# コミックライフ
コミックライフ（英語表記：Comic Life）とは、plasq社が開発している漫画作成ソフトウェアである。予め用意されているテンプレートに画像をドラッグアンドドロップしたり、吹き出しなどを追加したりすることで、簡単に漫画が作成できる。
macOS版とWindows版があり、両OS版ともそれぞれデラックス版がある。デラックス版は通常版に比べて値段は高いが、テンプレートや吹き出しに使えるフォントの数などが多く付属している。

## 備考
- 一時期、Mac全機種にプリインストールされていたことがある（※現在はプリインストールされていない。）。
- 現在日本語版は、アクトツーからmacOS用のデラックス版のみが発売されている。